# Fluga (accessoar)

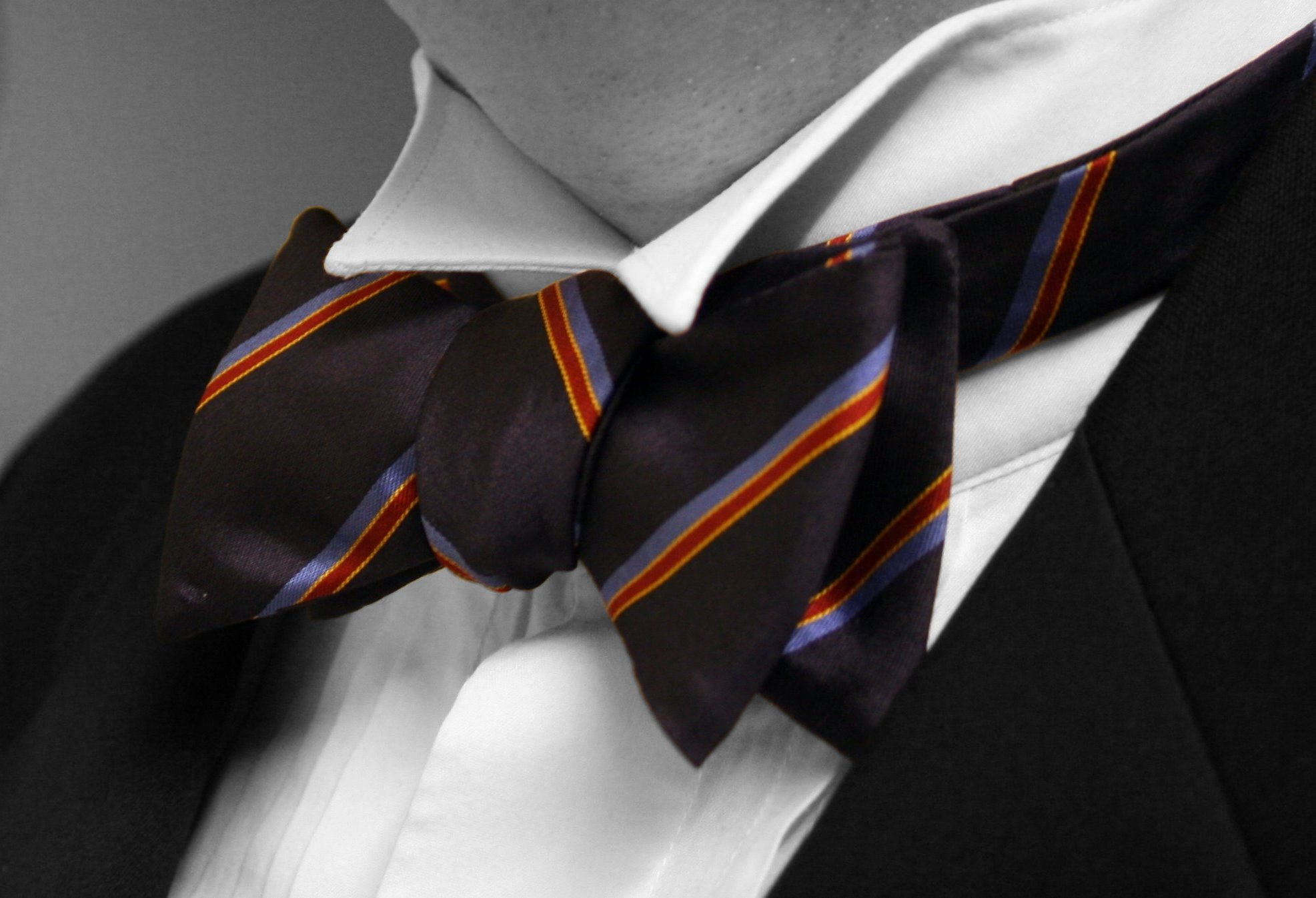
Handknuten fluga i närbild.

Fluga eller mer formellt rosett, är en form av kravatt för män eller pojkar. Som framgår av den ursprungliga benämningen knyts denna herraccessoar just som en rosett, det vill säga som en skoknut; detta sker med en enkel respektive en dubbelvikt tamp på vardera sidan om mittknuten. I handeln säljs även färdigknutna flugor. Bruket av sådana bedöms dock av många som mindre korrekt och stilhistorikern Malin Birch-Jensen har exempelvis skrivit om en "riktig gentleman" att denne "kan knyta både slips och fluga och skulle aldrig drömma om att köpa dem färdigknutna".
I svenska herrekiperingar används i dag ofta benämningen butterfly om riktiga flugor till skillnad från färdigknutna. Butterfly är egentligen dock endast benämningen på en modell av fluga med breda, vidgande ändar. Motsatsen är den med rakare och smalare ändar försedda batwing. Den generella engelska beteckningen för fluga är bow tie. Under 2000-talet har flugan setts som en mer ungdomlig accessoar än kravatt eller scarf.

## Historik
Den moderna flugan liksom slipsen föddes i mitten av 1800-talet, då lägre modeller av skjortkragar än tidigare framtvingade smalare kravatter. Flugliknande kravattarrangemang återfinns dock på bilder ända tillbaka till 1600-talet, då som ett komplement till tidens långa spetskrås.
Flugan hade sin ungefärliga storhetstid från sekelskiftet 1900 fram till och med 1940-talet, med en kortare renässans på 1960-talet. I dag är flugan tämligen ovanlig som vardagsaccessoar men alltjämt obligatorisk till högtidsklädsel såsom frack (vit fluga) och smoking (svart fluga).

## Några kända flugbärare

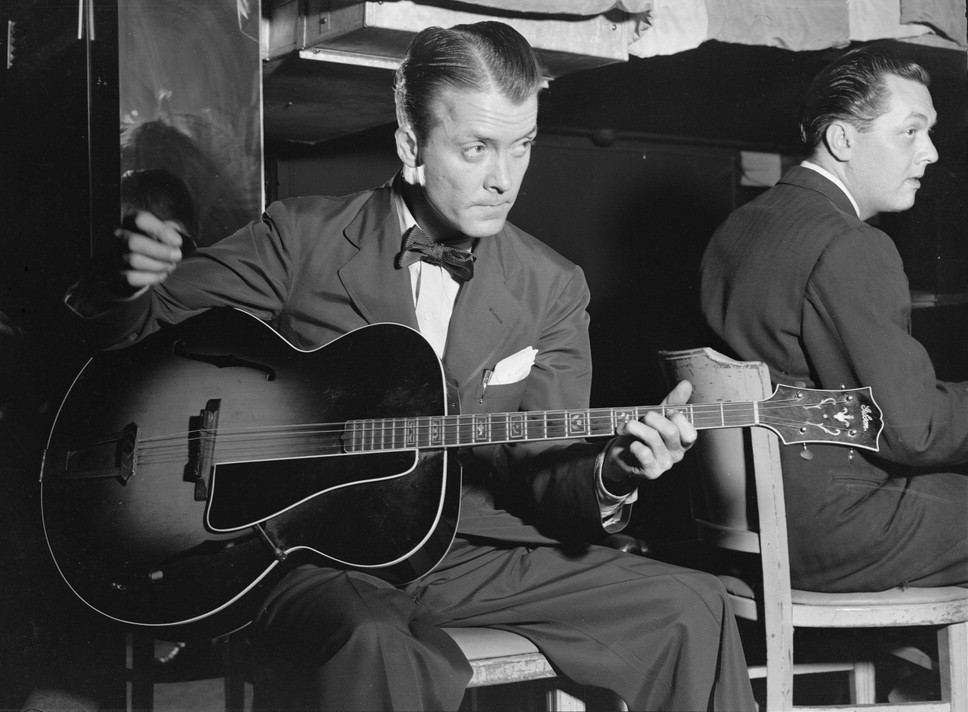
Eddie Condon.

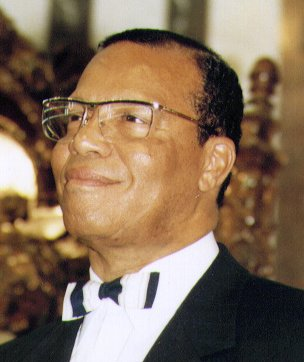
Louis Farrakhan.

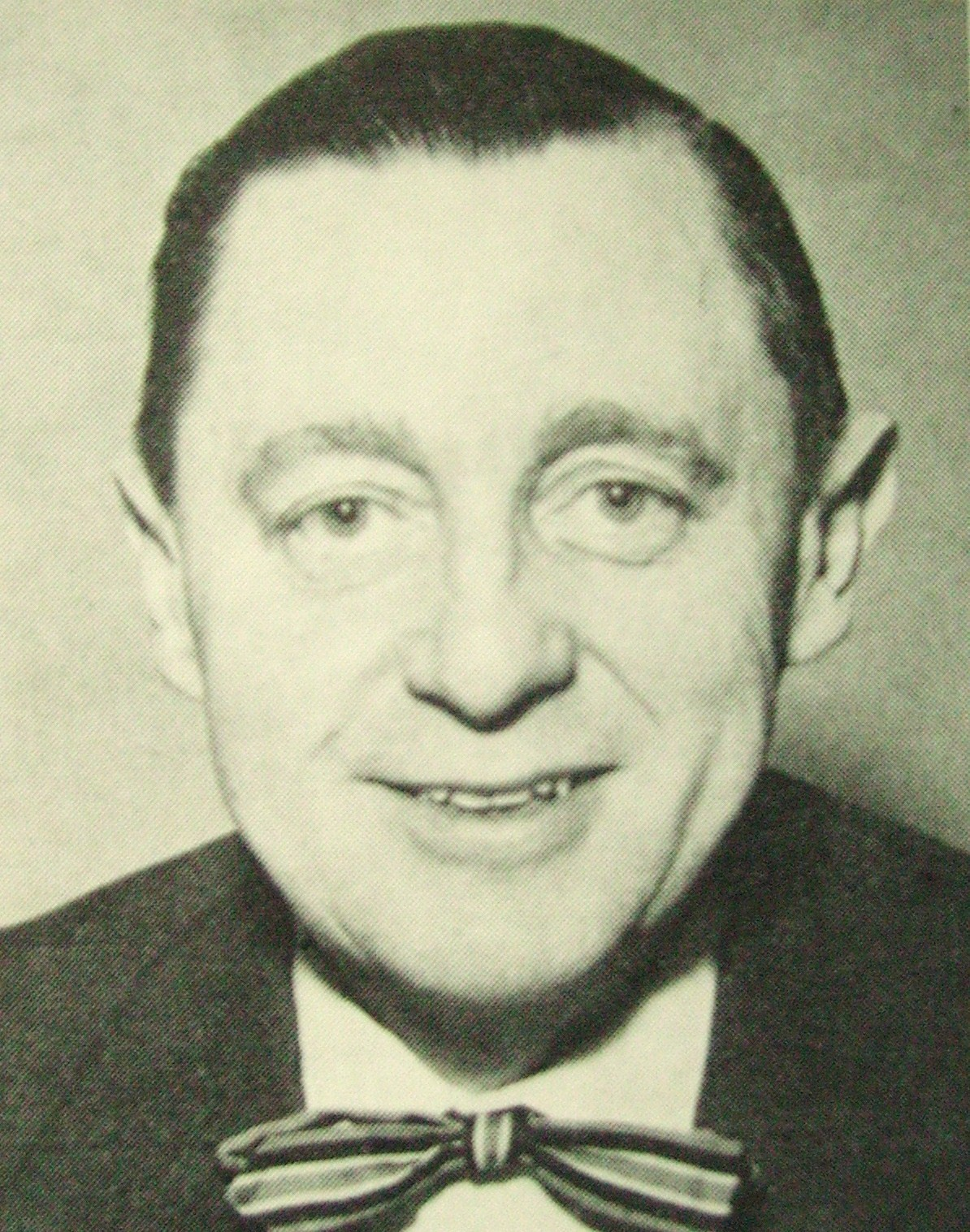
Jarl Hjalmarson.

### Verkliga
- Winston Churchill, engelsk statsman
- Eddie Condon, amerikansk jazzmusiker
- James Ellroy, amerikansk deckarförfattare
- Dick Erixon, svensk författare, skribent och debattör
- Louis Farrakhan, ledare för den svarta amerikanska rörelsen Nation of Islam
- Lou Fillipo, Italien-amerikansk boxningsdomare inom yrkesutövningen
- Karl Gerhard, svensk revy-artist
- Jonas Hinnfors, svensk statsvetare
- Jarl Hjalmarson, svensk högerpolitiker
- Ian Fleming, engelsk författare
- Toomas Ilves, Estlands president
- Olof Lagercrantz, svensk författare och litteraturhistoriker
- Abraham Lincoln, amerikansk president
- Kar de Mumma, svensk kåsör och revyförfattare
- Edward Blom, Kokboksförfattare, gastronom och kulturhistoriker
- Rick Nielsen, gitarrist i Cheap Trick
- Charley Patton, deltabluespionjär
- Karel Schwarzenberg, tidigare tjeckisk utrikesminister
- Ardalan Shekarabi, svensk socialdemokratisk politiker, socialförsäkringsminister, tidigare civilminister
- Paul Simon, amerikansk senator
- Ture "Tusse" Sjögren, lundaprofil, journalist och grundare av AF:s Arkiv & Studentmuseum
- Herbert Tingsten, svensk publicist och debattör
- Bo Turesson, svensk moderat politiker, f.d. kommunikationsminister

### Fiktiva, rollgestalter och liknande
- Allan Preussen, programledare i En himla många program
- Kalle Anka, seriefigur
- James Bond, agent 007
- Humle och Dumle, figurer i svenskt barnprogram
- Karl-Bertil Jonsson, huvudperson i svensk julsaga
- Carl Gunnar Papphammar, komisk figur gestaltad av Gösta Ekman
- Waylon J. Smithers Jr., Mr Burns assistent i the Simpsons
- Baxter Stockman, fiktiv vetenskapsman ur Teenage Mutant Ninja Turtles[2]
- Moe Szyslak, barägare i the Simpsons
- Elfte doktorn, i den brittiska tv-serien Doctor Who, spelad av Matt Smith

### Fotnoter
1. ↑  Malin Birch-Jensen: Manlig fåfänga - en skön historia (1991), sid 235.
2. ↑  Jason Kahler (9 augusti 2017). ”8 Ninja Turtles Supporting Characters Who Ruled (And 7 Who Sucked)” (på engelska). CBR. https://www.cbr.com/ninja-turtles-supporting-characters/. Läst 26 november 2017.